# Эрспамер, Витторио
Витто́рио Эрспаме́р (итал. Vittorio Erspamer; 30 июля 1909, Малоско — 25 октября 1999, Рим) — итальянский учёный-химик и фармаколог, профессор фармакологии, известен своими работами в области химического синтеза и фармакологических исследований более 60-ти соединений, в том числе серотонина и октопамина.

## Биография
Витторио Эрспамер родился в 1909 году в небольшой деревне Валь-ди-Нон в Малоско, автономного региона Трентино на севере Италии. Он посещал школу Римско-католической архиепархии Тренто, по окончании переехал в Павию, где он учился в колледже. В колледже изучал медицину и хирургию. Окончил колледж в 1935 году. Затем он получил звание доцента анатомии и физиологии в одном их старейших университетов Европы, основанного в 1361 году — Университете Павии. В 1936 году он получил стипендию для обучения в Институте фармакологии в Университете Берлина. После возвращения в Италию в 1939 году, он переехал в Рим, где занял должность профессора фармакологии.
В 1947 году стал профессором фармакологии на факультете медицины в Университете Бари. В 1955 году он переехал из Бари в Парму. Здесь ему предложили эквивалентное место профессора фармакологии на факультете медицины Университета Пармы.
Член Академии деи Линчеи (1974), иностранный член НАН США (1990), член Американской академии искусств и наук (1992). Лауреат премии Фельтринелли (1954) и Premio Marzotto (1957). Подписал «Предупреждение учёных человечеству» (1992).

## Известные открытия
Ещё будучи студентом колледжа (1933—1934 гг.), Эрспамер опубликовал свою первую работу по гистохимическому анализу энтерохромаффинных клеток, с использованием передовых технологий 30-х годов XX века. В 1935 году он извлёк из экстракта ткани кишечника неизвестное вещество, вызывающее сокращение гладкой мускулатуры, которое, многие химики того времени приняли за адреналин. Однако через два года, Эрспамеру удалось доказать, что экстрагированное вещество вовсе не адреналин, а ранее неизвестный амин, названный им «энтерамином». В 1948 году Морис Раппорт, Арда Грин и Ирвин Пейдж в Кливлендской клинике обнаружили сосудосуживающее вещество в сыворотке крови, которое назвали серотонином. Структура этого вещества, которую предложил Морис Раппорт, в 1951 году была подтверждена химическим синтезом. В 1952 году было доказано, что энтерамин то же самое вещество, что и серотонин. Другой, также важный амин, был обнаружен Эрспамером в 1948 году, в слюнных железах осьминога — октопамин.